# 맨발의 청춘 (2005년 드라마)
《맨발의 청춘》은 2005년 10월 10일부터 2005년 12월 30일까지 방송된 MBC 일일 드라마이다.
당초 130부작으로 기획됐으나 배우들의 부족한 연기력과 독창성이 부족한 캐릭터로 시청자의 관심을 끄는데 실패했으며 KBS 1TV 일일 드라마 《별난여자 별난남자》로 인한 시청률 부진 탓인지 63부작으로 조기 종영됐다.

## 등장 인물
- 강경준 : 엄기석 역
- 정애연 : 나경주 역
- 우희진 : 민희정 역
- 송창의 : 황준혁 역
- 김갑수 : 엄정환 역
- 하유미 : 박화숙 역
- 고두심 : 오순옥 역
- 허정민 : 봉천동 역
- 김용림 : 서씨 역
- 김가연 : 엄미선 역
- 정다혜 : 최보배 역
- 최하나 : 정윤정 역
- 나영희 : 인애 역
- 박용연 : 형주 역

## 참고 사항
- 주로 주말 드라마, 미니 시리즈 드라마 위주로 드라마를 써 온 조소혜 작가의 첫 일일 드라마 집필작인데 조소혜 작가는 《맨발의 청춘》 조기 종영 이후 간암으로 고생하다가 2006년 5월 별세했다.[2]

## 같이 보기
- MBC 일일 드라마 《서울 하늘 아래》 (1996년)
- MBC 일일 드라마 《폭풍의 연인》 (2010년)